# Földvári György
Földvári György (Kaposvár, 1951. november 29. – Kaposvár, 2012. augusztus 31.) magyar író, költő, publicista, képzőművész.

## Életrajz
„Kitágult törpeségünk
a kerek űrre nyílik.
Világgá görbülünk majd,
ha eljutunk a sírig.”
Földvári György 1951-ben született nagy műveltségű református pap kései, egyetlen gyerekeként. Édesapját az egyház több dunántúli parókiára helyezte az idők során, Somogyból Zalába, Vas és Baranya megyébe. A református paplak, ahol éltek, a szellem és a kimondhatatlan szegénység légkörét jelentette. Kamaszkorára betéve ismerte az ókori görög és római irodalmat és elkötelezte magát a középkori költészet mellett. Mindvégig kitűnően tanult, de nehezen viselte osztálytársai, egyes tanárai lekezelő megszégyenítését, mely klerikális családját bélyegezte meg a Kádár-korszakban. Már kiskorától verselgetett, meséket, novellákat írt, de valódi elismerést a körmendi gimnázium 4. osztályában szerzett, amikor egy országos költői pályázaton Bari Károly mellett megosztott első díjat kapott.
Kitűnő érettségije után a szegedi tudományegyetemre jelentkezett. Mint osztályellenségtől a történelem szakot megvonták tőle, helyette az egyetem felajánlotta a magyar–orosz szakpárosítást. Másodévet végezte, amikor apja váratlanul meghalt, ezentúl neki kellett özvegy édesanyját támogatnia. Volt paraszt, betanított munkás, népművelő, művelődési ház igazgató, munka mellett szerezte meg a diplomát magyar–könyvtár szakon.
1977-ben Kaposvárra nősült. Könyvtárosként, majd tanárként dolgozott a Közgazdasági Szakközépiskolában és a Táncsics Gimnáziumban, lassan kezdtek megjelengetni versei, meséi a helyi lapokban. 1987-ben a Kossuth Nyomda országos irodalmi pályázatát megnyerte Szemigszőr kapitány kalandjai című meséjével, mely komoly szakmai elismerést jelentett és 30 ezer példányos népszerűséget. Országos hírű írók elől vitte el a babért, vidéki ismeretlenként.
Örömmel üdvözölte a rendszerváltást bízva egy demokratikusabb jövőben, elkötelezett újságírója volt az időnként megszűnő, majd újra- és újrainduló Somogyország című lapnak. 1992-ben létrehozta a Mondat irodalmi, kulturális lapot, melynek felelős szerkesztője lett. Gimnáziumi állását elhagyván különböző könyvkiadói vállalkozásokba kezdett, miközben újfent első díjat nyert, immár egy harmadik irodalmi műfajban: országos pedagógiai pályázaton Humor a világirodalomban című tanulmányával.
Az ezredforduló táján kezdett festészettel foglalkozni, több kiállítása volt az ország különböző részein.
Tele volt tervekkel. Szervezte a Magyarok Világiskolája megteremtését, álmodott egy Liliput-világközpontot és egy Afrika-kertet. Közben legújabb mesekönyvének (Kócos és a Féligoroszlán) illusztrációját készítette, illetve a Kaposvári mese című könyvének másodkiadásán dolgozott. Egészsége, kedélye az utolsó évben megromlott, munka közben 2012. augusztus 31-én, 61 évesen érte a szívhalál.

## Önmagáról
„Író, meseköltő, képzőművész, polihisztor 1951-ben született, 1989-ig osztályidegen volt, azóta ismeri az egész osztály. Iskoláit a Zala megyei Galambokon, a Vas megyei Magyarszecsődön és Körmenden, a Csongrád megyei Szegeden, a Vas megyei Szombathelyen és a Pest megyei Budapesten végezte. Volt paraszt, betanított munkás, igazgató, népművelő, könyvtáros, tanár, újságíró, kiadói szerkesztő, elnök és regisztrálhatatlan munkanélküli. Lakott és dolgozott szerte az országban, ám még mindig több olyan hely van Magyarországon, ahol nem lakott, mint ahol igen.
Ha jobb dolga nincs, szülővárosában, Kaposváron él. Eddig mintegy 104 meséje jelent meg nyomtatásban, 6 mesekönyve több kiadásban összesen több mint 140.000 példányban fogyott el. Megjelent újságcikkeinek, publicisztikai írásainak száma sem kevés, de lusta volt őket összeszámolni. Ez foglalkozási ártalom, ugyanis egy ideig a Pató Pál Párt köztársasági elnökjelöltje volt. Szerkesztette a Mondat című folyóiratot, a Zsebújság (Pocketmate- Taschenzeitung) című mini-nyelvmestert, és eddig 49 könyvet rendezett sajtó alá. Elő- és utószavainak, fülszövegeinek a számát nem tudja, de ezekből is sok van. Önálló verseskötete még nem jelent meg, mert szeret olyan könyveket megjelentetni, amiket olvasnak is.
Volt néhány képzőművészeti kiállítása, és 2000-ben megalapította az F-Art Mozgalmat. A Mozgalom azóta lassú vízként mossa partját, ám ha egyszer átszakítja gátját és rátör a világra, hát Isten óvjon minden ódondászt és giccsgalériát! Mostanában jelenik meg egy olyan mesekönyve, amelyet saját maga illusztrált. Ez azt jelenti, hogy lassanként feladja elveit: lehet, hogy még azt is megérjük, hogy autót vesz, mielőtt sofőrt tarthatna hozzá. Ez azonban azt jelentené, hogy közel a világvége, tehát mindent meg kell tennünk, hogy lebeszéljük róla.”

## Irodalmi művei
- Csillancsi - mesejáték
- Elefánt - a Csillancsi című mesejáték egyik betétverse a Bóbita zenekar feldolgozásában (Képzeletünk szárnyán című CD) 
  - https://www.youtube.com/watch?v=AB_hth3-yZg
- Ma verset írok - verseskötet   
  - http://www.vers.lapok.hu/
- Azok a 70-es évek... - nosztalgikus elbeszélő költemény-töredékek   
  - http://hu.wikiquote.org/wiki/Azok_a_70-es_%C3%A9vek#Azok_a_70-es_.C3.A9vek
- Kedélyes út a semmibe - egészen kis pikareszk-regény
- Egy kis flört - kópénovella   
  - http://agnesdlaszlo.wordpress.com/2010/07/21/foldvari-gyorgy-egy-kis-flort-kopenovella-2/
- Tücsök az óceánon. Szemigszőr kapitány kalandjai; Kossuth Nyomda, Bp., 1988    
  - http://moly.hu/konyvek/foldvari-gyorgy-szemigszor-kapitany-kalandjai-i-tucsok-az-oceanon%5B%5D
- Szemigszőr kapitány történetei 2. Táltosháton; rajz. Őszi Zoltán; Kossuth Nyomda, Bp., 1988
  - http://moly.hu/konyvek/foldvari-gyorgy-taltoshaton
- Trézsi, a balszerencsés boszorkány. Trézsi bemutatkozik; Perl, Kaposvár, 1990
- Balatoni vízicicák. Három neveletlen cicakölyök kalandjai a Balatonon; Palladion, Kaposvár, 2000
- Kaposvári mese - mesekönyv (illusztrálta Földvári Nelli)
  - http://kaposvarihirlap.wordpress.com/tag/foldvari-gyorgy-iro/
- Kócos és a Féligoroszlán - mesekönyv (illusztrálta Földvári György)
- Bárka - filmregény
- Cigánybál a Hiltonban - kópéregény

## Festményeiből
- Tuareg kislány
- Tengerpart
- Vadszőlő
- Templomkapu
- Téli utca
- Szieszta idején
- Szahara-képek
- Sivatagi séta
- Rózsaszín ruha
- Piros utca
- Nyírfaliget
- Magányos pálma
- Kísérteterdő
- Karnevál
- Kaposvári tél
- Kaposvár-sorozat
- Ház hó alatt
- Havas utca
- Grund
- Erdő
- Csónakok a parton
- Ahol a sivatag végetér
- Napraforgó

## Díjai
- Ezüstdíj - vers kategória, I. Diákírók és Diákköltők Országos Találkozója, Sárvár (1970)[1]
- Afrika Embere-díj - Európa Afrikáért Alapítvány (2010)[2]